# Leuconotha
Leuconotha este un gen de insecte lepidoptere din familia Uraniidae.

Cladograma conform Catalogue of Life:
| Leuconotha | \| \| Leuconotha persordida \| \| \| \| \| \| Leuconotha subfumida \| \| \| \| \| \| Leuconotha venosa \| \| \| \| |
|            | \| \| Leuconotha persordida \| \| \| \| \| \| Leuconotha subfumida \| \| \| \| \| \| Leuconotha venosa \| \| \| \| |
|            | Leuconotha persordida                                                                                              |
|            | |
|            | Leuconotha subfumida                                                                                               |
|            | |
|            | Leuconotha venosa                                                                                                  |
|            | |